# Refugee Law Clinics Deutschland
Refugee Law Clinics (RLCs) sind Angebote der studentischen Rechtsberatung für Flüchtlinge (Englisch: refugees), vor allem im Bereich des Migrationsrechts. In Deutschland existieren aktuell circa 30 RLCs, die sich in unterschiedlicher Intensität dem Migrationsrecht widmen. Manche RLCs fokussieren sich, neben dem Asylrecht und dem Migrationsrecht, auch auf sozialrechtliche und andere, mit dem Thema verknüpfte, rechtliche Fragestellungen.

## Angebote in Deutschland
Die erste Refugee Law Clinic in Deutschland entstand im Wintersemester 2007/08 an der Justus-Liebig-Universität Gießen. Grundsätzlich lassen sich RLCs anhand zweier Organisationsformen unterscheiden: universitär und studentisch organisierte Projekte. Universitäre Projekte sind formell in die Organisationsstruktur von juristischen Fakultäten eingebunden, oftmals sind sie direkt einem Lehrstuhl bzw. einer Professur zugeordnet. Studentisch organisierte RLCs werden zumeist von einem gemeinnützigen, eingetragenen Verein betrieben. Die Studierenden stemmen hierbei den Organisationsaufwand zu großen Teilen ehrenamtlich. Die RLC Gießen ist an der Professur für Öffentliches Recht und Europarecht der Justus-Liebig-Universität angegliedert und stellt somit eine universitäre RLC dar.
Studentisch organisierte RLCs entstehen zumeist aus dem Umfeld einer motivierten Studierendengruppe, die sich zum Aufbau eines entsprechenden Vereins zusammenfindet. Ein frühes Beispiel einer solchen studentisch organisierten RLC stellt die RLC Köln dar, welche im Februar 2013 gegründet wurde. Weitere studentisch initiierte Gründungen erfolgten wenig später in Berlin, Heidelberg, Leipzig, München, Hannover und Saarbrücken. Nicht alle RLCs tragen den Namen „Refugee Law Clinic“.
Die studentisch initiierten RLCs führten zu einer erheblichen Verbreitung migrationsrechtlicher studentischer Rechtsberatungen in ganz Deutschland. Von Beginn an strebten die Projekte untereinander eine Vernetzung an. Diese mündete im September 2016 in der Gründung eines Dachverbandes der deutschen RLCs unter dem Namen „Refugee Law Clinics Deutschland“. Der Dachverband soll die Arbeit der RLCs institutionalisieren und professionalisieren; zudem soll eine Vernetzung auch mit europäischen Schwesterprojekten erfolgen.
Mittlerweile haben RLC-Projekte diverse Auszeichnungen erhalten, unter anderem erhielt die RLC München den startsocial-Bundespreis 2015/2016, die RLC Köln den Engagementpreis der Studienstiftung des deutschen Volkes 2015 und die RLC Leipzig den „Ankommer“-Preis der KfW-Stiftung.